# ジェイミー・カドモア
ジェイミー・カドモア（Jamie Cudmore、1978年9月6日 - ）は、カナダのラグビー選手。

## プロフィール
- カナダ・ウィニペグ出身[1]。
- ポジションはロック(LO)、フランカー(FL)。
- 身長 196cm、体重 118kg
- カナダ代表キャップは43（2025年5月現在）でラグビーワールドカップ2003・ラグビーワールドカップ2007・ラグビーワールドカップ2011・ラグビーワールドカップ2015のカナダ代表に選ばれた[2][3]。

## 略歴
ラネリRFC、ランダバリーRFC、FCグルノーブル、ASMクレルモン・オーヴェルニュを経て、2016年、オヨナに加入。 
2017年、現役を引退した。